# Mats Björne
Mats Olov Björne, född 8 mars 1922 i Stockholm, död 24 november 2017 på Lidingö, var en svensk skådespelare.
Han är begravd på Lidingö kyrkogård.

## Filmografi
- 1944 – Prins Gustaf
- 1946 – Djurgårdskvällar
- 1946 – Hotell Kåkbrinken
- 1947 – Människor i stad
- 1948 – En man gör sitt val
- 1950 – Den onödiga olyckan
- 1951 – Skeppare i blåsväder
- 1952 – Han glömde henne aldrig
- 1952 – För min heta ungdoms skull
- 1952 – Medan det ännu är tid
- 1952 – När syrenerna blomma
- 1952 – Kärlek
- 1953 – Barabbas
- 1953 – All jordens fröjd
- 1954 – Café Lunchrasten
- 1954 – Seger i mörker
- 1956 – Ett dockhem
- 1956 – Moln över Hellesta
- 1974 – En handfull kärlek
- 1994 – Berättaren

## Teaterroller
| År   | Roll                  | Produktion                                           | Regi                | Teater                           |
| ---- | --------------------- | ---------------------------------------------------- | ------------------- | -------------------------------- |
| 1947 |                       | Det var en gång... Holger Drachmann                  | Åke Ohberg          | Skansens friluftsteater          |
| 1948 | Barkis                | David Copperfield Charles Dickens och Max Maurey     | Olle Hilding        | Dramaten                         |
| 1953 | Filch                 | Tolvskillingsoperan Bertolt Brecht och Kurt Weill    | John Zacharias      | Norrköping-Linköping stadsteater |
| 1953 | Pettersen             | Vildanden Henrik Ibsen                               | Ingrid Luterkort    | Norrköping-Linköping stadsteater |
| 1953 | Paul Gassagnon        | Trasiga änglar Albert Husson                         | Olof Thunberg       | Norrköping-Linköping stadsteater |
| 1954 | Matros Hudson         | Måsar över Sorrento Hugh Hastings                    | John Zacharias      | Norrköping-Linköping stadsteater |
| 1954 | Notarien              | Henrik och Pernille Ludvig Holberg                   | Ingrid Luterkort    | Norrköping-Linköping stadsteater |
| 1954 | Freddie Page          | Älskande kvinna (The Deep Blue Sea) Terence Rattigan | John Zacharias      | Norrköping-Linköping stadsteater |
| 1954 | Kurt, karantänmästare | Dödsdansen August Strindberg                         | John Zacharias      | Norrköping-Linköping stadsteater |
| 1955 | Polis Karlsson        | Pippi Långstrump Astrid Lindgren                     | Bertil Norström     | Norrköping-Linköping stadsteater |
| 1955 | Börje                 | Frisöndag Leck Fischer                               | Ingrid Luterkort    | Norrköping-Linköping stadsteater |
| 1955 | Fadern                | Jag vill vara en annan Leck Fischer                  | Kurt-Olof Sundström | Norrköping-Linköping stadsteater |
| 1955 | Mannen                | Babels Torn Lars Helgesson                           | Ingrid Luterkort    | Norrköping-Linköping stadsteater |
| 1955 | Rudolph               | Äktenskapsmäklerskan Thornton Wilder                 | Olof Thunberg       | Norrköping-Linköping stadsteater |
| 1956 | Kanin                 | Nalle Puh och hans vänner A.A. Milne                 | Bertil Norström     | Norrköping-Linköping stadsteater |
| 1956 | Algernon Moncrieff    | Mister Ernest Oscar Wilde                            | Ingrid Luterkort    | Norrköping-Linköping stadsteater |
| 1956 | Greven av Albafiorita | Värdshusvärdinnan Carlo Goldoni                      | Kurt-Olof Sundström | Norrköping-Linköping stadsteater |
| 1956 |                       | Tartuffe Molière                                     | John Zacharias      | Norrköping-Linköping stadsteater |
| 1956 | Överjägmästaren       | Vita hästen Hans Müller och Ralph Benatzky           | John Zacharias      | Norrköping-Linköping stadsteater |
| 1957 | Notarien              | Natten till den 17 januari Ayn Rand                  | John Zacharias      | Norrköping-Linköping stadsteater |